# شیطان در ساعت ۴
شیطان در ساعت ۴ (به انگلیسی: The Devil at 4 O'Clock) فیلمی به کارگردانی مروین لیروی و با نقش‌آفرینی اسپنسر تریسی و فرانک سیناترا در سال ۱۹۶۱ است.

## بازیگران
- اسپنسر تریسی: پدر ماتیو دونان
- فرانک سیناترا: هاری
- کروبن ماتیوز: پدر جوزف پرو
- ژان پی‌یر اومون:
- گره‌گوار اصلان: مارسل
- الکساندر اسکوربی: فرماندار
- برنی هامیلتن: چارلی
- باربارا لونا: کامیل